# 839
839 је била проста година.

## Догађаји
- 20. мај — Франачки краљ Луј I Побожни пристаје на поделу царства Карла Великог међу својим синовима декларацијом у Вормсу.
- Српски кнез Властимир је ујединио неколико српских племена, а цар Теофил (р. 829–842) је потврдио независност Српске кнежевине, а Срби су за узврат признали номинално његово царско господство.
- Википедија:Непознат датум — Краљ Егберт од Весекса умире након 37 година владавине и наслеђује га син Етелвулф као владар Весекса.
- Википедија:Непознат датум — Владавина династије Абасида у Багдаду.
- Википедија:Непознат датум — Започет Српско-бугарски рат (839–842)

## Смрти
- Егберт, краљ Весекса